# 講談社文庫
講談社文庫（こうだんしゃぶんこ）は、株式会社講談社が発行している文庫レーベル。1971年に創刊された。広義では講談社学術文庫や講談社文芸文庫などを含む講談社から出されている文庫全体を指し、狭義では講談社文庫のみを指す。

## 歴史
第二次世界大戦後、文庫本市場は岩波文庫、新潮文庫、角川文庫に長く占められていた。戦前にキング文庫を出していた程度だった講談社は1968年に文庫の発刊を決定。当初は出遅れを理由に講談社内に反対論もあったが、これまで古典や名著ばかりだった文庫本が新刊を収録するようになり、講談社で初版刊行が他社の文庫本に取られないための企業防衛論が決め手となり、創業60周年記念事業として創刊された。1971年7月1日の創刊時に55点、7月末には69点となり、年内に100点を達成して、文庫本市場に食い込んだ。
創刊から十数年は、夏目漱石をはじめとした、近代文学の「名作」、般若心経、シモーヌ・ヴェイユ、クロード・レヴィ＝ストロース、川喜田二郎、森銑三など、多く古今東西の学術書を刊行したが、そうした傾向の作品は1976年の講談社学術文庫や1988年の講談社文芸文庫の創刊に伴い、次第に二十数年かけて移行された。また、古典的名著だけでなく話題作や受賞作を取り揃えた。さらに文学のみならず、人文・社会・自然などの各分野を網羅して「新しい綜合文庫」を発刊の辞で標榜。綜合文庫の名に相応しく、個人全集や落語や伝記、講談、漫画の講談社漫画文庫、映画のノベライズの講談社X文庫、ライトノベルの講談社ラノベ文庫、少女小説の講談社X文庫ティーンズハートなど講談社の文庫のレーベルには様々なジャンルが取り揃えられた。
2012年現在の講談社文庫は基幹レーベルとサブレーベルと合わせた毎月の刊行数が文庫本の中で最多である。基幹レーベルの講談社文庫に収録されるジャンルは大衆文学が中心であるが、他にも推理小説、歴史小説、ファンタジー小説のほか書き下ろしの時代小説、官能小説、いわゆるライトノベルやケータイ小説など非常に多彩な作品が刊行される。
2021年、創刊50周年を記念してマスコットキャラクター「よむーく」が発表された。名前はシロクマを意味する「ナヌーク」と「読む」に由来する。

## 影響
講談社の文庫本進出をきっかけに、他社も相次いで参入。中央公論社は1973年に中公文庫、文藝春秋は1974年に文春文庫、集英社は1977年に集英社文庫を創刊。講談社文庫の創刊は、1970年代に文庫本戦争と言われた文庫本の創刊ラッシュをもたらした。
今までの活版印刷に対し、オフセット印刷を導入したことは、その後の印刷業界に大きな影響を与えることにもなった。デザイン面でもこれまで文庫本の背は題名、著者名の順と単行本と同じように表記されていたが、1982年に菊地信義デザインに変更され、著書名、題名の順となり、この表記も講談社文庫が初であり、後に他社の文庫レーベルもこれに倣った。

## デザイン
1971年7月の創刊時から1982年まで亀倉雄策によるものが使われた。表紙は、日本文学が緑、海外が橙色、人文・社会・自然の日本編が黄色で、海外編が青とジャンルごとに色分けされた。
1982年11月配本から装幀は菊地信義。菊地は講談社文庫の他、福武文庫の装幀も手がけた。背表紙は上から著者、整理番号、題名、値段という並びで、非常に特徴のあるデザインになっている。著者別の色は2006年時点で赤、ピンク、オレンジ、紫、緑、黄緑、水、黄、灰、ごくまれに黒、茶、ショッキングピンクの全12種類がある。外国人作家はピンク色などから青で統一されており、赤は中国を舞台とした作品に用いられることが多い。
2022年の時点では、茶、桃、朱、灰、空、藤、緑、若草、山吹、橙、藍の11種類のカラーが使用されている。これらの色分けに基準はなく、翻訳ミステリーに使用される「藍」を除いて作家が好きな色を選ぶ形式となっている。
新たな試みとして、2007年刊行の瀬戸内寂聴訳『源氏物語』以降、従来と違うフォーマットを採用しているシリーズもあるが、著者名の下に整理番号を置くというスタイルは共通している。また横綴じの書目もいくつかある。

## 年表
- 1971年 - 創刊
- 1972年 - これまでの2色刷りのカバーデザインは表紙に流用され、以降カバーは多色刷りになる
- 1972年 - 森村桂文庫、少年少女講談社文庫創刊
- 1974年 - 遠藤周作文庫創刊、同年3月『虚無への供物』をAXシリーズ（日本SF・ミステリのレーベル）の最初の本として刊行開始し、また「海外SF・ミステリのレーベル」であるBXシリーズも刊行開始[注釈 2]。
- 1975年 - 吉川英治文庫、少年倶楽部文庫創刊
- 1976年 - 講談社学術文庫、講談社漫画文庫創刊
- 1980年 - 青い鳥文庫創刊
- 1981年 - 火の鳥伝記文庫創刊
- 1982年 - 整理番号を著者50音順に変更、さらにデザイン変更
- 1984年 - 講談社X文庫創刊
- 1987年 - 講談社X文庫ティーンズハート創刊
- 1988年 - 講談社文芸文庫創刊
- 1989年 - 吉川英治歴史時代文庫創刊
- 1991年 - 講談社X文庫ホワイトハート創刊
- 1993年 - 講談社+α文庫創刊
- 1994年 - 講談社漫画文庫再創刊
- 2011年 - 講談社ラノベ文庫創刊

## 分類
1982年以前のもの。現在は著者五十音順。
- A - 日本文学
- AA - 児童文学
- AT - 美術・芸術
- AX - 日本の推理・SF・ミステリー
- B - 海外文学
- BX - 海外の推理・SF・ミステリー
- C - 日本の人文・社会・自然
- D - 海外の人文・社会・自然

## 講談社の文庫レーベル
文庫判でないレーベルは割愛する。
- 講談社学術文庫
- 講談社文芸文庫
- 講談社X文庫
  - 講談社X文庫ティーンズハート
  - 講談社X文庫ホワイトハート
- 講談社ラノベ文庫
- 講談社+α文庫
- 講談社F文庫
- 講談社L文庫
- 講談名作文庫
- 落語文庫
- 講談社大衆文学館 - 1990年代に全100冊刊行
- 日本の歴史文庫
- 少年倶楽部文庫（江戸川乱歩の怪人二十面相・少年探偵団、横溝正史の大宝窟・金色の魔術師、南洋一郎、山中峯太郎の敵中横断三百里・亜細亜の曙・大東の鉄人、のらくろ、など）
- 江戸川乱歩推理文庫 - 1980年代に全66巻
- 国枝史郎伝奇文庫
- 吉川英治文庫
- 山岡荘八文庫
- 遠藤周作文庫
- 森村桂文庫 - 絶版
- 石坂洋次郎文庫 - 絶版
- 講談社英語文庫
- 講談社漫画文庫
- 手塚治虫文庫全集 - 2009年から2012年にかけて全200巻
- ちばてつや漫画文庫
- のらくろカラー文庫
- 英語コミック文庫
- 講談社タイガ